# Hans-Hermann Hoppe
Pour les articles homonymes, voir Hoppe.
 (décembre 2009).
Si vous disposez d'ouvrages ou d'articles de référence ou si vous connaissez des sites web de qualité traitant du thème abordé ici, merci de compléter l'article en donnant les références utiles à sa vérifiabilité et en les liant à la section « Notes et références ».
 (juin 2023).
- Si vous ne connaissez pas le sujet, laissez ce bandeau (vous pouvez alors contacter les auteurs).
- Si vous supprimez le contenu mis en cause (vous pouvez préalablement contacter les auteurs),

argumentez précisément cette suppression dans la page de discussion
(un manque de référence n'est pas un argument ; une recherche réelle de référence doit avoir été effectuée, être formellement documentée).
Hans-Hermann Hoppe, né le 2 septembre 1949 à Peine (Basse-Saxe), est un philosophe et économiste américain d'origine allemande.
Interprète parmi les plus éminents de l'économie dite « autrichienne », il se dit anarcho-capitaliste et à défaut, monarchiste.

## Biographie

### Formation
Hans-Hermann Hoppe étudie à l'université de la Sarre et à l'université Goethe de Francfort-sur-le-Main, où il fait ses études en philosophie, sociologie, histoire et économie. Il y obtient un doctorat en philosophie (1974) et une habilitation en sociologie (1981).

### Carrière
Par la suite, il enseigne dans plusieurs universités allemandes ainsi qu'à l'université Johns-Hopkins, aux États-Unis, et au Bologna Center for Advanced International Studies, en Italie.
En 1986, il part aux États-Unis pour étudier avec Murray Rothbard. C'est à cette époque qu'il devient libertarien ; il s'associe à Rothbard jusqu'à la mort de ce dernier en janvier 1995.
Hoppe a également enseigné l'économie à l'université du Nevada à Las Vegas. Auteur de nombreux livres et articles, son nom est surtout associé à sa démonstration de la propriété de soi comme fondement des droits individuels, qui se fonde sur une interprétation originale de l'« éthique du discours » du philosophe allemand Jürgen Habermas, qui fut son professeur à Francfort.
Il fonde en 2006 la Property and Freedom Society (en), un cercle libertarien qu'il décrit comme dédié à un « radicalisme intellectuel sans concession »,.

## Contributions à la pensée sociale
Dans Democracy: The God That Failed, Hoppe se fait partisan d'un « ordre libertarien ». Il souhaite que 

« les villes et villages puissent et veulent faire ce qu'ils faisaient naturellement jusqu'au XIXe siècle en Europe et aux États-Unis : afficher des panneaux indiquant les conditions d'entrée dans la ville, et une fois en ville des panneaux indiquant les conditions pour entrer dans des propriétés spécifiques (pas de mendiants, de clochards ou de sans-abri, mais aussi pas de musulmans, d'hindous, de juifs, de catholiques, etc.) ; expulser ceux qui ne remplissent pas ces conditions comme des intrus… »

Se réclamant comme Ludwig von Mises de la tradition philosophique de Kant, Hoppe insiste comme  Murray Rothbard et les autres économistes autrichiens sur l'appartenance de la théorie sociale à la philosophie, comme ensemble d'énoncés généraux sur la pensée et l'action humaines qui se déduisent de leur nature, et ne relèvent donc pas de la méthode expérimentale.
Comme Mises en économie et Rothbard en économie et philosophie politique, il développe sa pensée en systèmes déductifs qui se veulent cohérents.

### Démonstrationa prioride la propriété naturelle
Une de ses contributions essentielles à la pensée théorique en économie et en philosophie politique aura consisté  à « identifier les présupposés logiques » de certains énoncés, ce qui a permis de déceler des contradictions et, par implication inverse, certaines vérités méconnues auparavant. Il en déduit une « exigence », pour lui méconnue du raisonnement philosophique normatif :

« […] toute philosophie politique qui n'est pas construite comme une théorie des droits de propriété passe complètement à côté de son objet et doit par conséquent être rejetée d'emblée comme un verbiage dépourvu de sens pour une théorie de l'action. »

De même, à partir du fait que tout acte d'argumenter entraîne l'affirmation implicite  qu'on est propriétaire de soi-même, il déduit qu'on ne peut pas sans contradiction argumenter contre la propriété de soi. En établissant une confusion entre « propriété de soi » et « propriété des biens » dont on a possession, il en déduit notamment que personne n'a le droit de disposer des possessions d'autrui sans son consentement. C'est pour lui un principe de morale sociale naturelle qui, appliqué de façon cohérente et universelle, définit la philosophie politique libérale. 
Il s'ensuit pour lui aussi logiquement que la propriété privée est consubstantielle à la liberté et son respect la condition d'une coopération pacifique. Et qu'à l'inverse la « propriété publique » (« services publics » et « domaine public ») est le produit et l'occasion d'innombrables injustices, de sorte qu'elle crée sans arrêt des conflits d'intérêts, notamment entre leur copropriétaires « nominaux », les citoyens, ainsi qu'entre ces prétendus « copropriétaires » et leurs possesseurs « effectifs », les fonctionnaires et autres hommes de l'État.

### Critique de la règle majoritaire
En absence de société anarcho-capitaliste correspondant à son idéal, il accepte comme un moindre mal la monarchie. Il soutient que celle-ci est meilleure que la démocratie parce qu'il définit celle-ci non comme un régime où chaque citoyen décide dans la mesure du possible des affaires qui le concernent — la seule interprétation non absurde de son sens étymologique — mais comme l'application sans limite de la règle majoritaire.
Une autre raison pour Hoppe de préférer la monarchie est que le roi, en sa qualité de propriétaire ultime du royaume, est plus incité à protéger le territoire et ses habitants que les élus dirigeants d'une république, lesquels ne sont « propriétaires » du territoire que pour partie, et pour une durée limitée : « après nous le déluge ». Pour Hoppe, par conséquent, l'élu démocratique diffère du monarque non élu par une préférence temporelle davantage tournée vers le présent, d'où une consommation plus rapide des ressources confisquées par l'impôt.

### Distinguer la société civile de la société politique
Ayant disqualifié la plus grande partie de l'État au nom même du droit naturel, Hoppe est bien placé pour critiquer la confusion, potentiellement totalitaire, entre la société civile, qui se joue des frontières et peut englober le monde entier,  et la société politique, qui implique de prétendre à des droits exclusifs sur un territoire.
Cela lui inspire d'opposer l'intégration économique et sociale, fondée sur le développement des échanges, et l'unification politique qui, dans la plupart des cas, est forcée. Celle-ci ne vient donc pas d'une association volontaire mais d'une violation des droits de propriété : développement des propriétés « publiques » à partir de celle des impôts, admission d'étrangers contre l'opinion majoritaire et interdictions de « discriminer », comme si les citoyens privés étaient des fonctionnaires d'État.

## Publications

### Ouvrages originaux
- (de) Handeln und Erkennen. Zur Kritik des Empirismus am Beispiel der Philosophie David Humes (Bern: Peter Lang, 1976).
- (de) Kritik der kausalwissenschaftlichen Sozialforschung. Untersuchungen zur Grundlegung von Soziologie und Ökonomie (Opladen: Westdeutscher Verlag, 1983).
- (de) Eigentum, Anarchie und Staat. Studien zur Theorie des Kapitalismus (Opladen: Westdeutscher Verlag, 1987).
- (en) Democracy : The God That Failed, New Brunswick, Transaction Publisher, 2001

- (en) The Economics and Ethics of Private Property : Studies in Political Economy and Philosophy, Auburn, Ludwig von Mises Institute, 2006
- (en) Economic Science and the Austrian Method, Auburn, Ludwig von Mises Institute, 1995
- (en) A Theory of Socialism and Capitalism, Auburn, Ludwig von Mises Institute, 2010

### Ouvrages traduits en français
- La Grande Fiction : L’État, cet imposteur  (trad. de l'anglais), Fleurance, éd. Le Drapeau blanc, 2016, 202 p. (ISBN 979-10-93228-06-8)
- Démocratie, le dieu qui a échoué [« Democracy: the God That Failed »], 2019, 85 p. (ISBN 978-1-0778-6632-4, lire en ligne )
- Science économique et méthodologie autrichienne [« Economic Science and the Austrian Method »], 2019, 88 p. (ISBN 978-1-0810-6991-9)
- De l’aristocratie à la monarchie à la démocratie : un conte de folie et de déclin moraux et économiques, 2020, 99 p. (ISBN 979-8653997631)
- Bien comprendre le libertarianisme, 2020, 99 p. (ISBN 979-8653997631)